# 14820 Айдзуяїті
14820 Айдзу Яїті (1982 VF4, 1997 JX12, 14820 Aizuyaichi) — астероїд головного поясу, відкритий 14 листопада 1982 року.
Тіссеранів параметр щодо Юпітера — 3,669.